# The Deram Anthology 1966–1968
The Deram Anthology 1966-1968 is een compilatiealbum van de Britse muzikant David Bowie, uitgebracht in 1997. Op het album staat het meeste materiaal dat Bowie opnam voor Deram Records dat eerder werd uitgebracht, inclusief zijn gehele debuutalbum uit 1967 (track 5-18) in chronologische volgorde. Tracks 24-27 werden opgenomen nadat Bowie werd ontslagen bij Deram, gemaakt voor de promotiefilm Love You till Tuesday om hem te verkopen aan een nieuw platenlabel.
Oorspronkelijk zou het album twee cd's bevatten, waarop ook nog niet eerder uitgebrachte nummers op zouden staan, maar Bowie hield dit tegen. Nummers die op het album zouden staan waren onder anderen "Pussy Cat", "Back To Where You've Never Been", "Funny Smile", "Bunny Thing", de The Velvet Underground-cover "Waiting for the Man" en Duitstalige versies van "Love You till Tuesday" en "When I Live My Dream". De laatste drie nummers staan wel op veel bootlegalbums.

## Tracklist
- Alle nummers geschreven door Bowie.

1. "Rubber Band" (singleversie) – 2:05
2. "The London Boys" – 3:22
3. "The Laughing Gnome" – 3:03
4. "The Gospel According to Tony Day" – 2:50
5. "Uncle Arthur" – 2:09
6. "Sell Me a Coat" – 3:01
7. "Rubber Band" – 2:19
8. "Love You till Tuesday" – 3:11
9. "There Is a Happy Land" – 3:14
10. "We Are Hungry Men" – 2:59
11. "When I Live My Dream" – 3:24
12. "Little Bombardier" – 3:27
13. "Silly Boy Blue" – 3:53
14. "Come and Buy My Toys" – 2:10
15. "Join the Gang" – 2:19
16. "She's Got Medals" – 2:25
17. "Maid of Bond Street" – 1:45
18. "Please Mr. Gravedigger" – 2:40
19. "Love You till Tuesday" (singleversie) – 3:01
20. "Did You Ever Have a Dream" – 2:08
21. "Karma Man" – 3:05
22. "Let Me Sleep Beside You" – 3:27
23. "In the Heat of the Morning" – 2:58
24. "Ching-A-Ling" – 2:04
25. "Sell Me a Coat" (singleversie) – 2:53
26. "When I Live My Dream" – 3:52
27. "Space Oddity" (originele versie) – 3:46